# 9915 Potanin
9915 Potanin là một tiểu hành tinh dạng C tiểu hành tinh vành đai chính. Nó quay quanh Mặt Trời trong vòng 5.05 năm.
Được phát hiện ngày 8 tháng 9 năm 1977 bởi Nikolai Chernykh, tên chỉ định của nó là "1977 RD2".